# Витализм
Витали́зм (от лат. vitalis — «жизненный») — устаревшее учение о наличии в живых организмах нематериальной сверхъестественной силы, управляющей жизненными явлениями — «жизненной силы» (лат. vis vitalis, фр. élan vital) («души», «энтелехии», «археи» и проч.). Теория витализма постулирует, что процессы в биологических организмах зависят от этой силы и не могут быть полностью объяснены законами физики и химии.
Витализм развивался в масштабе цивилизационных эпох:
- в восточных учениях — «ци» или «прана» (представление об энергетической структуре человека), в учении Гиппократа эти энергии назывались «гуморы»;
- в аристотелевском классицизме сущность живого выносилась вне физического контекста в так называемые «энтелехии»;
- в христианской, буддийской традициях сущность/исток жизни относили непосредственно к Абсолюту (см. Гегель и теоретическая биология);
- у Ганса Дриша энтелехия получила интерпретацию в экспериментальных данных и имеет антимеханистическую направленность;

В результате накопления химией и биологией опытных данных и осуществления Фридрихом Вёлером в 1828 году синтеза мочевины, витализм потерял своё значение. В настоящее время он относится к неакадемическим теориям и часто используется как пейоративный эпитет.

## Развитие
Виталистические воззрения уходят корнями в анимизм. Хотя они были общепринятыми, попытки создать правдоподобную научную модель начинаются с начала XVII века, когда было предположено, что материя существует в двух совершенно различных формах, отличающихся поведением по отношению к теплоте. Эти две формы были названы «органическая» и «неорганическая». Неорганическая материя может быть расплавлена и возвращена в первоначальное состояние, как только будет прекращено нагревание. Органические структуры «спекаются» при нагревании, переходя в новые формы, которые невозможно восстановить до прежнего состояния, просто прекратив нагревание. Велись споры, является ли причиной различий между этими двумя формами материи существование «жизненной силы», присутствующей только в «органической материи».
Теория о микробиологических причинах заболеваний, поддержанная изобретением микроскопа в XVI веке, уменьшила значение витализма в западной медицине, и роль органов в жизнедеятельности стала более понятной, уменьшая потребность в объяснениях феномена жизни посредством мистических «жизненных сил». Тем не менее, некоторые учёные все ещё считали виталистические идеи необходимыми для полного описания природы.
В начале XIX века Йёнс Якоб Берцелиус, известный как один из отцов современной химии, отверг мистические объяснения витализма, но, тем не менее, велись споры о существовании регулирующей силы внутри живой материи, поддерживающей её функции. Карл Рейхенбах позднее разработал теорию «Силы Одина», формы жизненной энергии, которая пронизывает живые существа. Эта концепция так и не получила большой поддержки, несмотря на авторитет Рейхенбаха. Теперь витализм часто используется как уничижительный эпитет. Но, несмотря на это, Эрнст Майр, сооснователь синтетической теории эволюции и критик витализма и редукционизма, писал в 2002 году:
Было бы антиисторично высмеивать виталистов. При чтении работ ведущих виталистов, таких как Дриш, приходится согласиться с тем, что многие основные проблемы биологии не могут быть разрешены при помощи философии подобной Декартовой, в которой организм считается просто машиной… Логика критиков витализма была безупречна. Но все их попытки найти научный ответ на все так называемые виталистические явления оканчивались неудачей… Отвергая философию редукционизма, мы не атакуем анализ. Никакая сложная система не может быть понята иначе как через тщательный анализ. Во всяком случае, взаимодействие компонентов должно приниматься во внимание так же, как свойства отдельных компонентов.

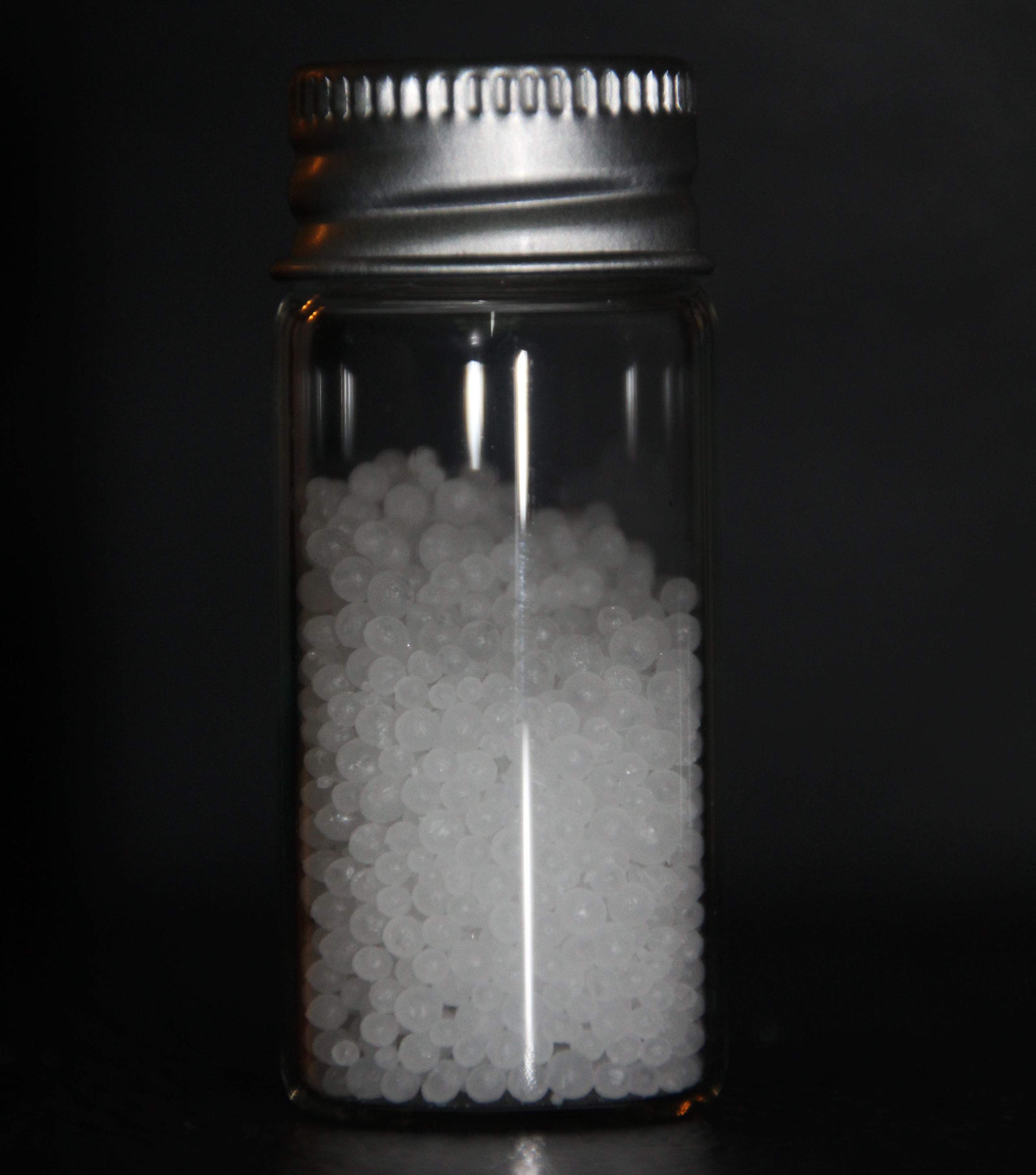
Искусственный интез мочевины в начале XIX века из неорганических соединений опроверг виталистскую гипотезу о том, что только живые организмы могут производить компоненты жизни

К 1930 году практически все биологи отказались от поддержки виталистических идей, тем не менее они еще долгое время продолжали обсуждаться философами. При этом Э. Майр в 2010 году констатировал, что он не может назвать ни одного виталиста среди философов биологии, начавших публиковаться после 1965 года, как и ни одного ныне живущего биолога с серьезной репутацией, поддерживающего классический витализм.
Алан Сокал отмечает, что в ходе своих исследований псевдонауки он был потрясен количеством псевдонаучных теорий, так или иначе основанных на философии витализма, и что причины высокого уровня неприятия анти-виталистского настроя современной науки даже среди нерелигиозных (в общепринятом понимании) людей заслуживают отдельного исследования специалистами в социальных науках.

## Месмеризм
В XVIII веке была популярной виталистическая теория «животного магнетизма» Ф. А. Месмера. Однако русский термин «животный магнетизм» — перевод термина Месмера magnétisme animal — неверен по четырём причинам:
- Анима — аристотелевский базовый термин, трактат «De anima» (греч. περὶ ψυχῆς) — «О душе»
- Месмер выбрал свой термин, чтобы разграничить его вариант магнитной силы от тех, которые относились в то время к минеральному магнетизму, космическому магнетизму и планетарному магнетизму.
- Месмер считал, что открытая им сила действует только внутри тел людей и животных.
- Месмер выбрал слово animal за его происхождение от лат. «animus» — «дыхание», чтобы идентифицировать эту силу как качество, присущее созданиям, наделенным дыханием: людям и животным.

Идеи Месмера стали такими популярными, что король Людовик XVI созвал две комиссии для исследования месмеризма. Одну возглавлял Жозеф Гильотен, вторую — Бенджамин Франклин, которая включала Жана Сильвена Байи и Лавуазье. Члены комиссий изучили теорию Месмера и видели пациентов, впадавших в транс. В саду Франклина пациента подводили к пяти деревьям, одно из которых было «месмеризовано»; пациент обнимал каждое дерево по очереди, чтобы принять «жизненные флюиды», но упал у «неправильного» дерева. В доме Лавуазье 4 обычных чашки с водой были поднесены к «восприимчивой» женщине, и четвёртая чашка вызвала конвульсии. Но женщина спокойно выпила «месмеризованное» содержимое пятой, считая её обычной водой. Члены комиссии заключили, что «флюиды без воображения бессильны, однако воображение без флюидов может произвести эффект флюида». Это важный пример победы силы разума и контролируемого эксперимента над ложными теориями. Иногда считается, что виталистские идеи ненаучны, потому что непроверяемы; здесь теория была не только проверена, но и признана ложной.

## Витализм в истории химии
В истории химии витализм играл ведущую роль, отличая органические и неорганические вещества, следуя аристотелевскому различию между царством минералов и царствами животных и растений. Главной предпосылкой этих виталистических воззрений было владение органическими веществами, в отличие от неорганических, «жизненной силой». Из этого вытекало и было предсказано, что органические соединения не могут быть синтезированы из неорганических. Однако химия развивалась, и в 1828 году Фридрих Вёлер синтезировал мочевину из неорганических компонентов. Вёлер написал Берцелиусу письмо, в котором говорил, что он стал свидетелем «великой трагедии в науке — убийства прекрасной гипотезы уродливым фактом». «Прекрасной гипотезой» был витализм; «уродливым фактом» — пробирка с кристаллами мочевины.
Согласно общепринятым взглядам на прогресс химической науки, последовавшие за этим открытия отвергли «витальную силу», по мере того, как все большее количество жизненных процессов стало возможным объяснить химическими или физическими явлениями. Тем не менее, не считается, что витализм умер именно в тот момент, когда Вёлер синтезировал мочевину. «Миф о Вёлере», как он был назван историком науки Питером Дж. Рамбергом, зародился в научно-популярной книге об истории химии, опубликованной в 1931 году, которая «игнорируя все претензии на историческую точность, превратила Вёлера в рыцаря, который совершал попытку за попыткой синтезировать природное вещество, которая опровергла бы витализм и сдёрнула покров невежества, до тех пор, пока „в один день не свершилось чудо“».
Основной антимеханический тезис в химии — телеологичность процессов, уже не объясняемых механически на уровне клетки (см. например Albrecht-Buehler).
Некоторые величайшие умы того времени продолжали исследовать витализм. Луи Пастер, вскоре после его знаменитого опровержения теории спонтанного самозарождения, совершил несколько экспериментов, которые, как он чувствовал, поддерживают теорию витальности. Согласно Бехтелю, Пастер «применил ферментацию к более общей программе, описывающей особенные реакции, которые протекают только в живых организмах. Они не применимы к витальным явлениям.» В 1858 году Пастер показал, что ферментация происходит только в присутствии живых клеток и в отсутствие кислорода. Это привело его к описанию ферментации как «жизни без воздуха». Он не нашёл подтверждения утверждениям Берцелиуса, Либиха, Траубе и других, что ферментация происходит под действием химических агентов или катализаторов внутри клеток, и заключил, что ферментация — «витальное действие».
Оригинальную системную биохимическую концепцию жизни разрабатывал в 1871—1911 гг. Эдмунд Монтгомери.

### О. Б. Лепешинская и «живое вещество»
Широкую известность в СССР получило обсуждение (в дальнейшем не подтверждённой) теории О. Б. Лепешинской о новообразовании клеток из бесструктурного «живого вещества». Эта теория на совместном совещании АН и АМН СССР 1950 года была поддержана рядом гистологов и всеми выступавшими докладчиками, включая Т. Д. Лысенко. Профессорам медицинских вузов было вменено в обязанность в каждой лекции цитировать учение Лепешинской (как превращение в живое из неживого). Впоследствии теория встретила осуждение критиков как политизированное и антинаучное направление в советской биологии.